# جاكلين كراولي
جاكلين كراولي (بالإنجليزية: Jacqueline Crawley)، هي عالمة نفس حيوي أمريكية وخبيرة في تحليل السلوك التطبيقي للقوارض، تلقت شهادتها الجامعية الأولى من جامعة بنسلفانيا في عام 1971، وحصلت على درجة الدكتوراه من جامعة ماريلاند في عام 1976، وقضت عدة سنوات في برنامج الأبحاث الأساسية لعلم الأحياء العصبية في دوبونت قبل أن تعود إلى المعهد الوطني للصحة العقلية في عام 1983 لإنشاء مختبر علم الأدوية العصبي السلوكي للقوارض، وشغلت منصب نائب المدير العلمي في المعهد الوطني للصحة العقلية في عام 1993 وترأست جمعية علم النفس الحيوي الوطنية (2000-2001)، كما حصلت على درجة أستاذية روبرت إي. شاسون في البحوث الطبية المتعدية من جامعة كاليفورنيا (دافيس) منذ عام 2012 ومدرسة الطب (جامعة كاليفورنيا، دافيس) ومعهد الصحة النفسية (جامعة كاليفورنيا، دافيس)، كما كانت رئيسة مختبر علم النفس الحيوي في البرنامج الداخلي للمعهد الوطني للصحة العقلية عام 1983-2012.
يركز برنامجها في البحوث الطبية المتعدية على اختبار الفرضيات حول الأسباب الوراثية لاضطرابات طيف التوحد، واكتشاف علاج للأعراض المشخصة للتوحد باستخدام التجارب على الحيوانات، وقد نشرت أكثر من 260 مقالة تمت مراجعتها من قبل الأقران في الدورية العلمية وأكثر من 100 مراجعة للمقالات وفصول في الكتب المنشورة. استُشهد بعملها أكثر من 16000 مرة وفقاً لشبكة العلوم، حيث بلغت قيمة مؤشر إتش 72.
كما شاركت في إعداد وتحرير أربعة كتب وهي مؤلفة كتاب «ما الخطب في فأر التجارب خاصتي»، والذي تم استقباله بشكل جيد للغاية.

## التعليم
حصلت كراولي على بكالوريوس الآداب في علم الأحياء من جامعة بنسيلفانيا في عام 1971 وعلى الدكتوراه في الفلسفة في عام 1976 من جامعة ميريلاند (كوليج بارك)، ثم أتمت درجة باحث ما بعد الدكتوراه في علم الأدوية النفسية العصبية من مدرسة طب جامعة ييل (1976-1979).

## تطوير اختبار السلوك التطبيقي
أعدت كراولي الكثير من الاختبارات المعيارية المستخدمة على نطاق واسع، مثل «السلوك المرتبط بالقلق» و «السلوك الاجتماعي» لدى القوارض وخاصةً الفئران، كما طورت في وقت مبكر من حياتها المهنية اختبار استكشاف الرؤيا المتدرجة من الأبيض إلى الأسود للفئران، وأظهرت أنه اختبار صالح للكشف عن السلوكيات المصنفة على أنها سلوكيات مشابهة لسلوكيات القلق. قامت مؤخراً بتطوير الاختبار ثلاثي الحجرات لتقييم السلوك الاجتماعي للفأر.

## مرتبة الشرف
ترأست كراولي جمعية علم النفس الحيوي الدولية في عام (2000-2001) وجمعية علم الوراثة العصبية والسلوكية، كما عملت كرئيسة تحرير مجلة «النيوروببتيد» وفي العديد من مجالس التحرير التي من بينها: «أبحاث التوحد» و«علم الوراثة والدماغ والسلوك» و«الاتجاهات السائدة».
حصلت كراولي في عام 2011 على جائزة المحقق المتميز من جمعية علم الوراثة العصبية والسلوكية، والتي «تعترف بمساهمات كبير العلماء في هذا المجال، مع الأخذ بعين الاعتبار البحث والتوجيه والتأثير المستمر في هذا المجال».